# Malou
Malou er en tidligere dansk pornomodel, der hovedsagelig har lavet softcoreporno samt erotiske fetishbilleder. Efter at have debuteret i 2003 blev hun 2004 forsidemodel for det europæiske magasin Eurotic, og tog året efter til USA, hvor hun blev promoterpige for GGG-produktioner produceret af Black Video Media.  Karrieren slutter dog efter nogle måneder, og slutter da hun rejste hjem til Danmark.

## Eksterne kilder
- Wikimedia Commons har flere filer relateret til Malou
- Malou på Internet Adult Film Database (engelsk)
- Blog